# Klintbandbi
Klintbandbi (Halictus compressus) är en biart som först beskrevs av Charles Athanase Walckenaer 1802.  Klintbandbi ingår i släktet bandbin och familjen vägbin.

## Taxonomi
Svenska Artdatabanken använder det vetenskapliga namnet Halictus eurygnathus Blüthgen, 1931, men det förefaller vara en minoritetsuppfattning; de flesta vetenskapliga auktoriteter förordar namnet Halictus compressus..
Klintbandbiet har tre underarter:
- Halictus compressus compressus
- Halictus compressus transvolgensis
- Halictus compressus gissaricus

För utbredning för de olika underarterna se avsnittet Utbredning nedan. 

## Beskrivning
Huvudet har svart grundfärg med blekbrun till mörkare brunaktig behåring hos honan, vit hos hanen. Munskölden (clypeus) är vit framtill hos hanen; hans käkar är också kraftigare än honans, och antennerna är längre. Till skillnad från honans helmörka antenner är undersidan gul hos hanen. Mellankroppen har en tydlig mittlinje hos honan, betydligt svagare hos hanen. På bakkanterna av tergiterna 1 till 4 har honan vita hårband, som är avbrutna på mitten på tergit 1 och 2. Hanen har hårband på alla tegiternas bakkanter; de är oftast avbrutna i mitten. Honan är 9 till 10 mm lång, hanen 8 till 9 mm.

## Ekologi
Habitatet utgörs av sandmarker och alvarmarker med grustäcke. Arten flyger mellan juni och mitten av september. Klintbiet är polylektiskt, det flyger till blommande växter från många familjer, som strävbladiga växter (blåeld), korgblommiga växter (rödklint, väddklint och maskros), näveväxter (blodnäva) samt flockblommiga växter (vildmorot).
Arten är solitär, den bildar inga samhällen utan honan står själv för bobyggande och yngelvård. Det är dock vanligt att flera honor bygger sina bon nära varann i små kolonier. Boet grävs ut i sand eller lerblandat grus och består av en vertikal tunnel på 10 till 15 cm, med de olika larvcellerna mynnande direkt till tunneln utan några förbindelsegångar.

## Utbredning
Utbredningsområdet omfattar Europa och angränsande delar av Centralasien. Underarten Halictus compressus compressus förekommer från södra England till Volgaområdet och vidare österut till Azerbajdzjan, norrut till Gotland samt söderut till norra Spanien och södra Italien.. Underarten Halictus compressus transvolgensis förekommer från stäpperna vid Volga till Bajkalsjön, medan underarten Halictus compressus gissaricus lever i Tadzjikistan.
I Sverige förekommer arten på Gotland och Öland. Arten har tidigare, till mitten av 1900-talet, förekommit väster därom; senast 1954 nära Ronneby i Blekinge, tidigare, åtminstone strax före 1930, i södra och östra Götaland samt östra Svealand, men är numera lokalt utdöd där. Den svenska Artdatabanken har rödlistat arten som nära hotad i Sverige.
I Finland har endast två fynd gjorts, 1970 respektive 1972 nära Joensuu i landskapet Norra Karelen. Arten är klassificerad av Finlands artdatacenter som ej bedömd.